# Udo, Jeju
Udo är en ö i Sydkorea.   Den ligger i provinsen Jeju, i den södra delen av landet, 500 km söder om huvudstaden Seoul. Arean är 6,2 kvadratkilometer. Hela ön tillhör socknen Udo-myeon som i sin tur är en del av kommuen Jeju.
Terrängen på Udo är platt. Öns högsta punkt är 127 meter över havet. Den sträcker sig 4,2 kilometer i nord-sydlig riktning, och 3,0 kilometer i öst-västlig riktning.